# Jogos Centro-Americanos e do Caribe de 2006
Os Jogos Centro-Americanos e do Caribe de 2006, oficialmente XX Jogos Centro-Americanos e do Caribe, (XX Juegos Centroamericanos y del Caribe, em espanhol) foram realizados em Cartagena, na Colômbia, entre os dias 15 e 30 de julho de 2006. O evento multiesportivo contou com a participação das 32 delegações enviadas pelos países centro-americanos e caribenhos, disputando 37 modalidades esportivas.[carece de fontes?]

## Revezamento da tocha
Seguindo a tradição olímpica da Tocha Olímpica, o Comitê Organizador de Cartagena planejou o transporte da tocha pela Colômbia. Na sexta-feira, 9 de junho de 2006 às 16h da tarde, o Fogo dos Jogos, entrou em solo comlombiano. Barranquilha teve a honra de abir a porta nacional para a trajetória da Chama que queimou por algumas horas Estádio Romelio Martínez antes de seguir por toda Colômbia até que no dia 14 de julho chegou em Cartagena, sede central dos Jogos.[carece de fontes?]

## Símbolos

### Logo
O logo usado nesta edição é formado por uma tocha olímpica da qual aparecem,, três chamas que representam as cores da bandeira de Cartagena: amarelo, verde e vermelho, transportadas por um vento imaginário direcionado para o oeste. O corpo da tocha é uma alegoria gráfica apenas sugerida por dois traços livres na "COPA" e outro harmonioso que sugere o "CORPO". O resto da massa da tocha é preenchida com o nome dos Jogos: "XX JUEGOS CENTROAMERICANOS Y DEL CARIBE" em caixa alta na cor preta e fonte Helvética Regular.
A frase Cartagena de Indias em altas e baixas na cor verde em relevo e reflexos claros, da família Avant Garde Bold Italica. E finalmente a alusão ao calendário de 2006 integrado pelos dois primeiros números em amarelo, o terceiro em azul e o quarto em vermelho, representando as cores da Bandera da República da Colômbia.

### Mascote
Os mascotes eleitos foram "Cata" e "Dani".
Cata é uma símbolo vivo desde que a cidade de Cartagena foi fundada por Pedro de Heredia e uma ligação com os índios Calamarí. É uma mulher.Porque cada vez mais a mulher ganha destaque  nos Jogos. E historicamente os índios foram sempre grandes atletas. É também um dos símbolos oficiais de Cartagena. Porque o nome oficial da cidade é "Cartagena das Índias", o que encaixa perfeitamente harmonizando madrinha e logo.
Dani é um alcatraz, uma ave emblemática de Cartagena e reconhecida em toda a região da América Central e do Caribe.

## Esportes
Nesta edição, foram disputados 37 modalidades esportivas no programa de Pequim 2008 somados a outros que não são considerados esportes olímpico. Os esportes estão listados abaixo:
| - Atletismo - Futebol - Esgrima - Tênis de mesa - Halterofilismo - Ginástica artística - Ginástica rítmica - Judô - Caratê - Luta | - Taekwondo - Patinação de velocidade - Boxe - Saltos ornamentais - Nado sincronizado - Natação - Pólo aquático - Triatlo - Softbol - Voleibol - Voleibol de praia | - Canoagem - Esqui aquático - Tiro com arco - Squash - Tênis - Beisebol - Basquete - Iatismo - Ciclismo - Boliche | - Tiro desportivo - Equitação - Handebol - Pentatlo moderno - Hóquei em campo - Remo |

## Sedes

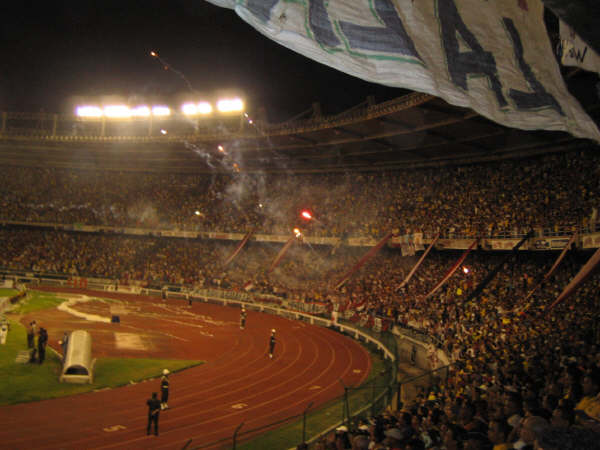
Estádio Metropolitano de Barranquilha

A extrema maioria dos eventos foi realizada em Cartagena, duas subsedes foram também na Colômbia: Barranquilha com cinco modalidades, e Bogotá com uma modalidade,as outras subsedes foram Santo Domingo com quatro modalidades e a Cidade do México que sediou um.
Cartagena das Índias
Estádio Atlético UDC-C, Estádio Pedro de Heredia, Centro de Convenções, Ginásio "Chico de Hierro", Coliseu Esportes de Combate e Ginástica, Unidade Desportiva O Campestre, Ovalo do Estádio Pedro de Heredia, Centro Histórico Cartagena, Coliseu Bernardo Caraballo, Piscina UD Pedro de Heredia, Bairro Castillo Grande, Estádio Argemiro Bermudez, Coliseu Universidade Cartagena, Praia Boca Grande, Laguna de Luruaco, Campo de Paradas, Base Naval, Complexo de Raquetas, Estádio 11 de Novembro, Estádio Rafael Naar Turbaco, Coliseu Coberto Base Naval, Baía de Cartagena e Cancha de Vidrio.
Barranquilha
Estádio Metropolitano Roberto Melendez, Circuito de Barranquilha, Tito`s Bolo Club, Velódromo 20 de Julho Barranquilha, Clube de Tiro Desportivo Barranquilha.
Bogotá
Country Club Bogotá.
Santo Domingo
Centro Olímpico Juan P.Duarte, Complexo Desp. Univ. Aut. Sto Domingo, Complexo Desp. Mirador do Leste, Pabellón de Handebol Parque do Leste.
- Cidade do México

Canal de Remo Virgilio Uribe.

## Delegações
Para a vigésima edição dos Jogos Centro-Americanos e do Caribe, os 32 países-membros da ODECABE mandaram suas delegações.Esta edição teve o retorno de Cuba,que boicoitou a última edição realizada no México
| Delegações participantes | Delegações participantes | Delegações participantes | Delegações participantes |
| ------------------------ | ------------------------ | ------------------------ | ------------------------ |
| Antígua e Barbuda        | Antilhas Holandesas      | Aruba                    | Bahamas                  |
| Barbados                 | Belize                   | Bermudas                 | Colômbia                 |
| Costa Rica               | Cuba                     | Dominica                 | El Salvador              |
| Granada                  | Guatemala                | Guiana                   | Haiti                    |
| Honduras                 | Ilhas Caimã              | Ilhas Virgens Britânicas | Ilhas Virgens Americanas |
| Jamaica                  | México                   | Nicarágua                | Panamá                   |
| Porto Rico               | República Dominicana     | São Cristóvão e Neves    | Santa Lúcia              |
| São Vicente e Granadinas | Suriname                 | Trinidad e Tobago        | Venezuela                |

## Quadro de medalhas
Cuba sagrou-se campeã com mais medalhas de ouro, o anfitrião (a Colômbia) terminou em terceiro lugar. Três países não conseguiram medalhas, foram Aruba, Belize e Dominica.
O anfitrião está destacado em negrito.
| Ordem | País                           | Medalha de ouro | Medalha de prata | Medalha de bronze | Total |
| ----- | ------------------------------ | --------------- | ---------------- | ----------------- | ----- |
| 1     | Cuba (CUB)                     | 138             | 86               | 61                | 285   |
| 2     | México (MEX)                   | 107             | 82               | 86                | 275   |
| 3     | Colômbia (COL)                 | 72              | 70               | 77                | 219   |
| 4     | Venezuela (VEN)                | 49              | 90               | 124               | 263   |
| 5     | Porto Rico (PUR)               | 24              | 19               | 53                | 96    |
| 6     | República Dominicana (DOM)     | 22              | 31               | 44                | 97    |
| 7     | Jamaica (JAM)                  | 9               | 6                | 7                 | 22    |
| 8     | El Salvador (ESA)              | 6               | 12               | 29                | 47    |
| 9     | Barbados (BAR)                 | 6               | 2                | 11                | 19    |
| 10    | Guatemala (GUA)                | 5               | 13               | 30                | 48    |
| 11    | Panamá (PAN)                   | 2               | 5                | 7                 | 14    |
| 12    | Costa Rica (CRC)               | 2               | 1                | 2                 | 5     |
| 13    | Antilhas Holandesas (AHO)      | 2               | 1                | 1                 | 4     |
| 14    | Trinidad e Tobago (TRI)        | 1               | 9                | 11                | 21    |
| 15    | Ilhas Caimã (CAY)              | 1               | 2                | 0                 | 3     |
| 16    | Ilhas Virgens Americanas (ISV) | 1               | 2                | 0                 | 3     |
| 17    | Guiana (GUY)                   | 1               | 1                | 0                 | 2     |
| 18    | Ilhas Virgens Britânicas (IVB) | 1               | 0                | 0                 | 1     |
| 19    | Bahamas (BAH)                  | 0               | 6                | 4                 | 10    |
| 20    | Haiti (HAI)                    | 0               | 5                | 3                 | 8     |
| 21    | Honduras (HON)                 | 0               | 2                | 3                 | 5     |
| 22    | Granada (GRN)                  | 0               | 2                | 0                 | 2     |
| 23    | São Cristóvão e Neves (SKN)    | 0               | 1                | 2                 | 3     |
| 24    | Santa Lúcia (LCA)              | 0               | 1                | 1                 | 2     |
| 25    | Nicarágua (NIC)                | 0               | 0                | 4                 | 4     |
| 26    | Antilhas Holandesas (ANT)      | 0               | 0                | 1                 | 1     |
| 27    | Bermudas (BER)                 | 0               | 0                | 1                 | 1     |
| 28    | São Vicente e Granadinas (VIN) | 0               | 0                | 1                 | 1     |
| 29    | Suriname (SUR)                 | 0               | 0                | 1                 | 1     |
| 30    | Aruba (ARU)                    | 0               | 0                | 0                 | 0     |
| 30    | Belize (BIZ)                   | 0               | 0                | 0                 | 0     |
| 30    | Dominica (DMA)                 | 0               | 0                | 0                 | 0     |